# Bruce Hoffman
Bruce Hoffman (nacido en 1954) es un escritor, historiador y profesor estadounidense. Es profesor de la School of Foreign Service de la Universidad de Georgetown y está considerado uno de los mayores expertos del mundo en terrorismo y contrainsurgencia, temas que ha estudiado durante más de 30 años. Ha sido también Director de la oficina en Washington de la RAND (1998-2006), vicepresidente de Relaciones Exteriores de la RAND (2001-2004) y ocupó la jefatura de la sección de contraterrorismo y contrainsurgencia (2006) en esta organización.

## Biografía
Durante su primera semana en la universidad (septiembre de 1972) se produjo la Masacre de Múnich, un hecho que marcaría su futuro académico y profesional. Cursó estudios de Gobierno e Historia desde 1976 en el Connecticut College, en New London, donde logró la licenciatura, y desde 1978 en la Universidad de Oxford, donde obtuvo el doctorado en Relaciones Internacionales. Se unió a la RAND como pasante cuando aún no había finalizado su doctorado. En 1989 se hizo cargo de la base de datos de Cronología del Terrorismo de la corporación, proyecto que fue ampliando.
Ocupó los cargos de director fundador del Centro para el Estudio del Terrorismo y la Violencia Política en la Universidad de St. Andrews en Escocia, donde desde 1994 fue profesor adjunto de Relaciones Internacionales y Presidente del Departamento de Relaciones Internacionales.
En 1997 dejó St. Andrews, para desempeñar el cargo de director de la RAND en Washington. 
Fue asesor de contraterrorismo de la Agencia Central de Inteligencia (CIA) entre 2004 y 2006, y asesor de antiterrorismo de la Autoridad Provisional de la Coalición, en Bagdad, Irak durante la primavera de 2004. Es miembro del National Security Preparedness Group, sucesor de la Comisión del 11-S, y también llevó a cabo un estudio sobre los Atentados del 11 de marzo de 2004 en Madrid.
En 2006 se convirtió en profesor de la School of Foreign Service de la Universidad de Georgetown. El programa de la SFS es un importante campo de reclutamiento para la CIA y otros servicios de inteligencia. 
Hoffman ha llevado a cabo trabajo de campo sobre el terrorismo y la insurgencia en Afganistán, Argentina, Colombia, India (Cachemira y Assam), Indonesia, Israel, Irak, Irlanda del Norte, Pakistán (Frontera del Noroeste), Filipinas (Mindanao), los Territorios Palestinos (Cisjordania y la Franja de Gaza), Sri Lanka y Turquía. En 2008 visitó en Afganistán las provincias afganas de Hawst, Paktiyā, Kunar y Nūristān para observar las operaciones de la 82.ª División Aerotransportada y de los Equipos Provinciales de Reconstrucción bajo mando de ésta.
Las publicaciones de Hoffman incluyen los libros Inside Terrorism (1998, 2ª edición revisada y ampliada en 2006, titulado en castellano A mano armada: historia del terrorismo) y The Failure of Britain's Military Strategy in Palestine, 1939-1947 (El fracaso de la estrategia militar de Gran Bretaña en Palestina, 1939-1947) en 1983. Es editor jefe de la revista académica Studies in Conflict and Terrorism, y editor de la serie Columbia Studies in Terrorism and Irregular Warfare, publicado por Columbia University Press.
Algunos críticos de su obra le han acusado de restar importancia a la estrategia empleada por Estados Unidos y sus aliados en acciones de la guerra contra el terrorismo.

## Obra

### Artículos
Inglés
- Combating Al Qaeda and the Militant Islamic Threat. The RAND Corporation, 2006. 22 pags.
- The Use of the Internet by Islamic Extremists. The RAND Corporation, 2006. 20 pags.
- The Logic of Suicide Terrorism. The Atlantic, 2003. 3 pags.

Traducciones al castellano
- La violencia contra el Estado: el terrorismo hoy. Debats, ISSN 0212-0585, Nº 70-71, 2000, pags. 58-67.
- Una nueva era del terrorismo. Sistema: Revista de ciencias sociales, ISSN 0210-0223, Nº 132-133, 1996, pags. 289-304.[7]

### Colaboraciones
- La continua amenaza de Al Qaeda y el futuro del terrorismo. Elorza, Antonio (comp.), Reinares, Fernando (comp.), 2004, ISBN 84-8460-373-3: El nuevo terrorismo islamista: del 11-S al 11-M, Hoffman, pags. 117-146

### Libros
Traducidos al castellano
- A mano armada: historia del terrorismo. Bruce Hoffman, Espasa Calpe, 1999. ISBN 84-239-7783-8

Inglés.
- The Victims of Terrorism: An Assessment of Their Influence and Growing Role in Policy, Legislation, and the Private Sector. Hoffman, Bruce. RAND Corporation, 2007. ISBN 978-0-8330-4143-2
- Insurgency and Counterinsurgency in Iraq. Hoffman, Bruce. RAND Corporation, 2005. ISBN 978-0-8330-3666-7
- Security in the Nation's Capital. Hoffman, Bruce; Chalk, Peter. RAND Corporation, 2001. ISBN 978-0-8330-2933-1
- Lessons for Contemporary Counterinsurgencies: The Rhodesian Experience. Hoffman, Bruce; M. Taw, Jennifer; Arnold, David. RAND Corporation, 1991. ISBN 978-0-8330-1123-7
- Recent Trends and Future Prospects of Terrorism in the United States. Hoffman, Bruce. RAND Corporation, 1988. ISBN 978-0-8330-0876-3
- The failure of British military strategy within Palestine, 1939-1947. Hoffman, Bruce. Bar-Ilan University Press, 1983. ISBN 978-965-226-036-9